# Friformsframställning

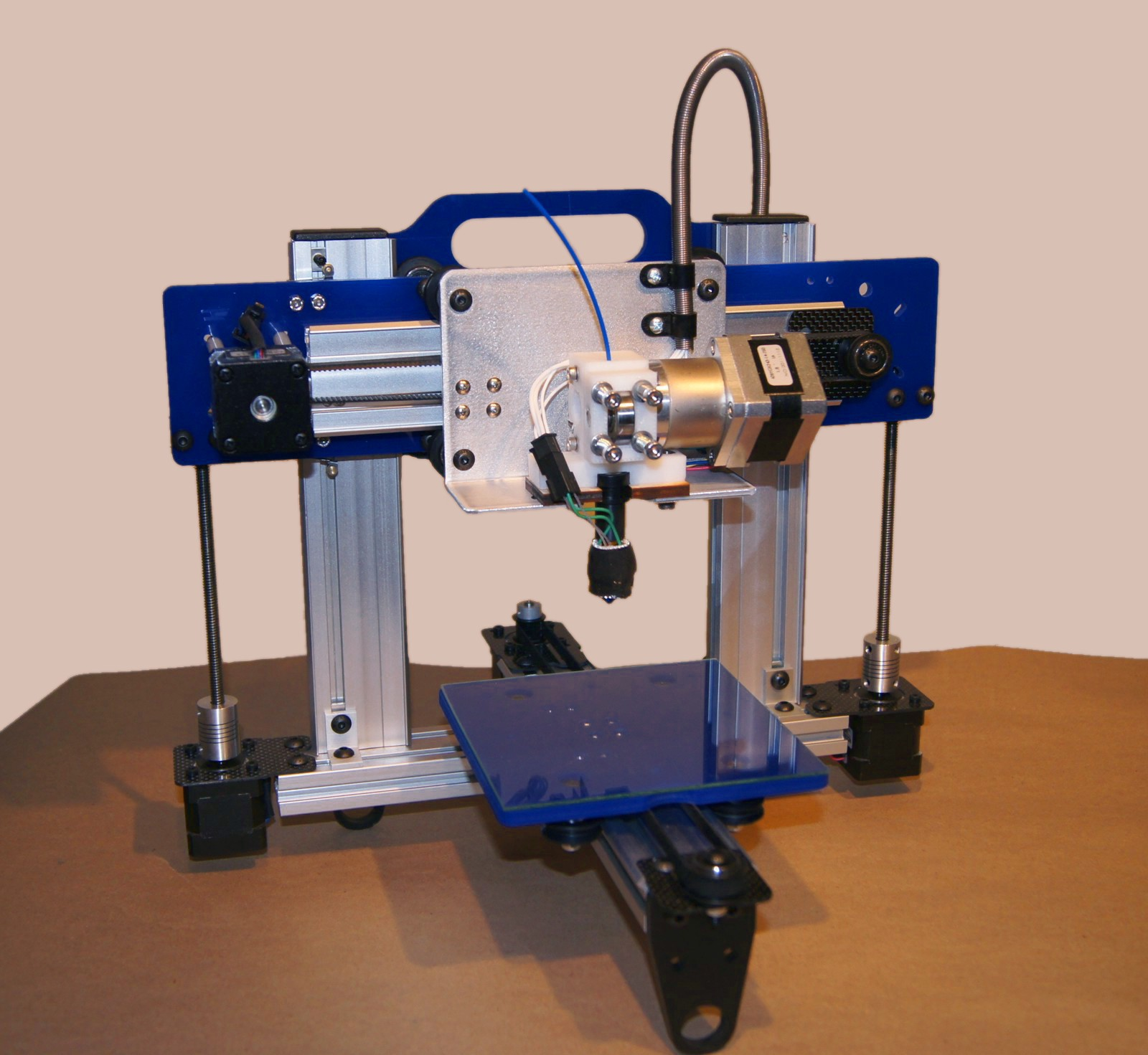
ORDbot Quantum 3D-skrivare

Friformsframställning (FFF) är en additiv tillverkningsteknik där tredimensionella föremål byggs upp lager på lager. Föremålen kan ha nästan vilken form eller geometri som helst och tillverkas utifrån t.ex. CAD-data, datortomografi eller andra 3D-modeller. Metodiken faller inom ramen för additiv tillverkning, vilket är en metod där man adderar lager. Motsatsen är subtraktiv tillverkning, exempelvis fräsar eller svarvar, där lager tas bort istället. Vanliga engelska benämningar för additiv tillverkning, eller 3D-skrivning, är 3D printing, additive manufacturing, rapid prototyping, free form fabrication, near net shaping, eller layer manufacturing. En anordning för friformsframställning kallas ofta 3D-skrivare. En förhållandevis enkel och vanlig metod är att extrudera plast i lager på lager och det kan därför grovt liknas vid tekniken hos en bläckstråleskrivare. Tekniken används både för att snabbt tillverka delar till en modell eller prototyp, och i produktion. 
Det finns flera tekniker beroende på egenskaper som är önskvärda, de vanligaste är FDM (Fused Deposition Modeling), SLA (stereolithography) och Polyjet. FDM bygger upp lager på lager av tunna trådar av termoplast. Det blir en hållfast produkt med något sämre yta. Polyjet lägger istället ut ett lager härdplast som härdas med UV-ljus, vilket går väldigt snabbt och ger fin yta. Vid utskrift används stödmaterial som sedan tas bort. Om biten ska lackas behöver den oftast slipas innan.
Mer komplexa och professionella lösningar använder metallpulver som t.ex. titan och en laser eller elektronstråle med hög precision vilket smälter metallen (sintring) i mikrometer-tunna skikt, lager på lager, enligt CAD-ritningen på detaljen. 
Den första kommersiella maskinen för friformsframställning såldes 1987 i USA. Sedan dess har tekniken haft en stark tillväxt. Det största användningsområdet är för prototyptillverkning i industrin, men många andra applikationsområden är under tillväxt, bland annat medicinska implantat, läkemedel och direkttillverkning av färdigdetaljer. Tekniken lämpar sig bäst för små föremål i små serier med komplexa former. På senare tid har emellertid tekniken för att additivt framställa byggnader förfinats. Ett kinesiskt företag uppgav 2014 att de byggt 10 fungerande hus på en dag med 3D-skrivare. 

## FFF-tekniker
FFF, eller 3D-printing, är ett samlingsnamn som åsyftar en rad olika tekniker. Enligt ASTM kan man dela in dessa i sju huvudgrupper: vat polymerization, material extrusion, material jetting, binder jetting, powder bed fusion, directed energy deposition, och sheet lamination. Teknikerna saknar generellt sett svenska översättningar.

### Vat polymerization
Vat polymerization bygger på en teknik där en resin härdas lager på lager med hjälp av laser eller UV-ljus. Stereolitografi faller under denna kategori. Stereolitografi var den första FFF-tekniken som kommersialiserades i USA på 80-talet.

### Material extrusion
Material extrusion, eller materialextrudering bygger på den vanligt förekommande extruderingsteknik som används inom produktion av plaster. I den vanligaste tekniken, filament fusion deposition (FDM), så har man en plasttråd som först smälts i ett extruderhuvud, för att sedan läggas ut lager på lager by en så kallad byggplatta. Semi-solid extrusion (SSE) är ett exempel på en annan extruderingsmetod där man istället använder geler eller andra halvfasta material vid tillverkningen.
Filamentet, som är en kärnkomponent i FDM-teknologin, är en tunn, flexibel plasttråd som agerar som material för 3D-utskriften. Det finns i olika materialtyper, inklusive ABS (Acrylonitrile Butadiene Styrene), PLA (Polylactic Acid), PETG (Polyethylene Terephthalate Glycol), nylon, och många andra, var och en med unika egenskaper som temperaturresistens, styrka, flexibilitet, och biologisk nedbrytbarhet. Dessa material väljs baserat på de specifika kraven för det slutliga objektet, som kan variera från prototyper till färdiga produkter.

### Powder bed fusion
Powder bed fusion (PBF) är en vanlig teknik för både plaster och metaller. I dessa tekniker är råmaterialet i pulverform. Pulvret sprids först ut i ett tunt lager på en byggplatta. Pulvret smälts eller sintras sedan med hjälp av en värmekälla. För metaller kan värmekällan antingen bestå av laser eller en elektronstråle. Lasertekniken kallas enligt ASTM-standard Powder Bed Fusion - Laser Beam (PBF-LB), och elektrontekniken Powder Bed Fusion-Electron Beam (PBF-EB). Det svenska företaget Arcam var det första företaget i världen att kommersalisera PBF-EB-tekniken, och var länge det enda företaget att producera PBF-EB-maskiner. Arcam kallar sin teknik för Electron Beam Melting, eller EBM, an akronym som ofta används synonymt med PBF-EB. 

## Bioskrivare
På experimentstadium tillverkas idag biologiska strukturer, genom att dels bygga en "klätterställning" av bakterieodlad nanocellulosa, dels fylla på med odlade mänskliga stamceller, eller IPS-celler (inducerade pluripotenta stamceller). Inom läkemedelsområdet forskas det bland annat på om hur olika läkemedelssubstanser kan inkorporeras i 3D-skrivna formuleringar, exempelvis 3D-skrivning av emulsionsgeler innehållandes svårlösliga substanser. Läkemedelsforskningen inom 3D-skrivning innefattar också hur additiv tillverkning kan användas för att individanpassa läkemedel till patientens behov, såsom anpassning av dosering, storlek eller smak.

## Popularisering

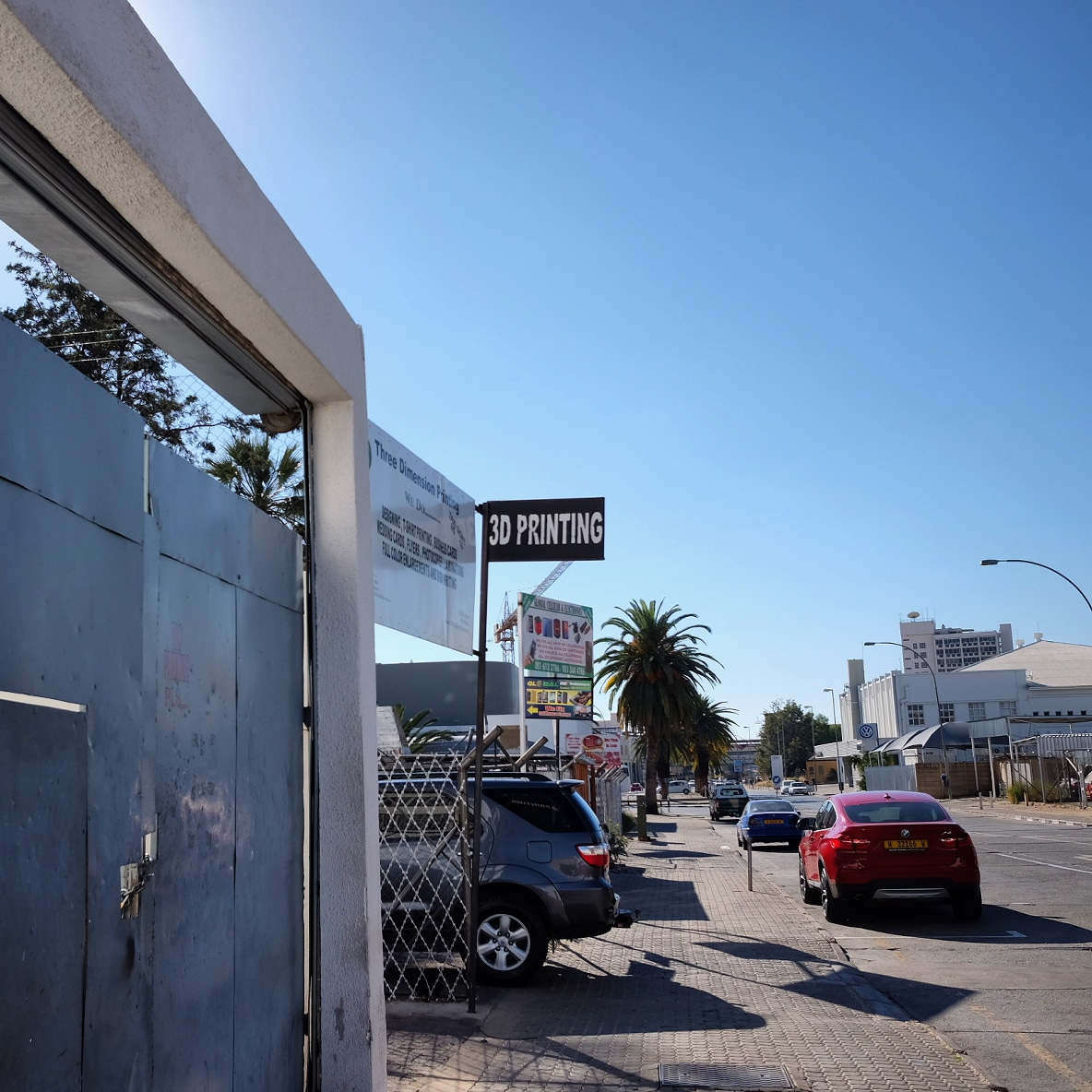
Skylt i Windhoek, Namibia, som erbjuder 3D-utskrifter, juli 2018.

Sedan enkla 3D-skrivare för privat bruk kom på marknaden kring år 2010 har entusiaster banat väg för en bredare användning. Ett exempel är RepRap vars idé är en 3D-skrivare som kan framställa nya 3D-skrivare och på så sätt göra tekniken tillgängligare som öppen hårdvara. Det finns också öppna samlingar av 3D-modeller speciellt avsedda för att skrivas ut. Genom möjligheten att med liten insats tillverka enstaka exemplar, direkt efter en befintlig modell eller med små modifieringar, kan FFF som metod ge hobbytillverkning för eget bruk eller småskalig försäljning en renässans.